# Синиша Радовић
Синиша Радовић (р. 23. јула 1966. у Загребу)  српски је цртач стрипова, илустратор и уредник.

## Биографија
Дипломирао је графику књиге на Ликовној академији у Москви 1989. године.
Од 1993. године професионално црта стрипове и илустрације. Сарађивао је са бројним српским издавачима и маркетиншким агенцијама. Био је део ауторског тима који су за издавачку кућу „Луксор“ из Београда реализовао популарне серијале о српским суперјунацима средином 1990-их: Генерација Тесла, Борци Сумрака и Ромеро, по сценаријима Милана Коњевића.
Радовић је и један од покретача, уредника и аутора популарног српског хумористичког часописа „Багер“.
Живи у Земуну.